# Ferdinand IV van Toscane
Ferdinand Salvator Maria Jozef Jan-Baptist Frans Lodewijk Gonzaga Rafael Reinier Januarius (Florence, 10 juli 1835 - Salzburg, 17 januari 1908), uit het huis Habsburg-Lotharingen, was van 1859 tot 1860 als Ferdinand IV de laatste groothertog van Toscane. Hij was de oudste zoon van groothertog Leopold II en Maria Antonia van Bourbon-Sicilië.

## Leven
Ferdinand werd volgens liberale beginselen opgevoed en trad op 24 november 1856 in het huwelijk met Anna van Saksen, een dochter van koning Johan. Toen Leopold II in de Sardijnse Oorlog tegen Oostenrijk (1859) weigerde zich bij het koninkrijk Sardinië aan te sluiten brak er in Toscane een revolutie uit. Het groothertogelijke gezin vluchtte naar Bologna en van daaruit naar Wenen.
Leopold deed op 21 juli officieel troonsafstand ten gunste van zijn zoon. Ferdinand, nu groothertog Ferdinand IV, kon vanuit zijn ballingsoord weinig meer doen dan officieel protest aantekenen tegen de gang van zaken in zijn land. De Vrede van Villafranca van 12 juli 1859 herstelde zijn troon, maar een Toscaanse delegatie verklaarde de Habsburgse dynastie vervallen en proclameerde aansluiting van Toscane bij Sardinië. Dit besluit werd door een volksstemming op 11 en 12 maart 1860 met overweldigende meerderheid bevestigd en op 16 april hield de Sardijnse koning Victor Emanuel II zijn officiële intocht in Florence (zie ook: Risorgimento).
Anna stierf 10 februari 1859 en in 1868 hertrouwde Ferdinand met Alice van Bourbon-Parma, dochter van Karel III van Parma en van Louise Maria van Frankrijk. De rest van zijn leven bracht hij door in zijn villa aan het Bodenmeer of in Salzburg, alwaar hij op 17 januari 1908 stierf. Hij werd begraven in de Kapuzinergruft en liet 11 kinderen na, onder wie Louise van Toscane, echtgenote van Frederik August III van Saksen, en Jozef Ferdinand, generaal in het Oostenrijkse leger.

## Kwartierstaat
| Keizer Leopold II (1747-1792)             | Keizer Leopold II (1747-1792)             | Keizer Leopold II (1747-1792)             | Keizer Leopold II (1747-1792)             | Keizer Leopold II (1747-1792)             | Keizer Leopold II (1747-1792)             |                                       |                                       | Marie Louise van Bourbon (1745-1792)  | Marie Louise van Bourbon (1745-1792)  | Marie Louise van Bourbon (1745-1792) | Marie Louise van Bourbon (1745-1792) | Marie Louise van Bourbon (1745-1792) | Marie Louise van Bourbon (1745-1792) |                                    |                                    | Ferdinand I der Beide Siciliën (1751-1825)   | Ferdinand I der Beide Siciliën (1751-1825)   | Ferdinand I der Beide Siciliën (1751-1825)   | Ferdinand I der Beide Siciliën (1751-1825)   | Ferdinand I der Beide Siciliën (1751-1825)   | Ferdinand I der Beide Siciliën (1751-1825)   |  |  | Maria Carolina van Oostenrijk (1752-1814) | Maria Carolina van Oostenrijk (1752-1814) | Maria Carolina van Oostenrijk (1752-1814) | Maria Carolina van Oostenrijk (1752-1814) | Maria Carolina van Oostenrijk (1752-1814) | Maria Carolina van Oostenrijk (1752-1814) |                                               |                                               | Karel IV van Spanje (1748-1819)               | Karel IV van Spanje (1748-1819)               | Karel IV van Spanje (1748-1819)               | Karel IV van Spanje (1748-1819)               | Karel IV van Spanje (1748-1819)            | Karel IV van Spanje (1748-1819)            |                                        |                                        | Maria Louisa van Parma (1751-1819)        | Maria Louisa van Parma (1751-1819)        | Maria Louisa van Parma (1751-1819)        | Maria Louisa van Parma (1751-1819)        | Maria Louisa van Parma (1751-1819)        | Maria Louisa van Parma (1751-1819)        |  |  |                      |                      |                      |                      |                      |                      |
| Keizer Leopold II (1747-1792)             | Keizer Leopold II (1747-1792)             | Keizer Leopold II (1747-1792)             | Keizer Leopold II (1747-1792)             | Keizer Leopold II (1747-1792)             | Keizer Leopold II (1747-1792)             |                                       |                                       | Marie Louise van Bourbon (1745-1792)  | Marie Louise van Bourbon (1745-1792)  | Marie Louise van Bourbon (1745-1792) | Marie Louise van Bourbon (1745-1792) | Marie Louise van Bourbon (1745-1792) | Marie Louise van Bourbon (1745-1792) |                                    |                                    | Ferdinand I der Beide Siciliën (1751-1825)   | Ferdinand I der Beide Siciliën (1751-1825)   | Ferdinand I der Beide Siciliën (1751-1825)   | Ferdinand I der Beide Siciliën (1751-1825)   | Ferdinand I der Beide Siciliën (1751-1825)   | Ferdinand I der Beide Siciliën (1751-1825)   |  |  | Maria Carolina van Oostenrijk (1752-1814) | Maria Carolina van Oostenrijk (1752-1814) | Maria Carolina van Oostenrijk (1752-1814) | Maria Carolina van Oostenrijk (1752-1814) | Maria Carolina van Oostenrijk (1752-1814) | Maria Carolina van Oostenrijk (1752-1814) |                                               |                                               | Karel IV van Spanje (1748-1819)               | Karel IV van Spanje (1748-1819)               | Karel IV van Spanje (1748-1819)               | Karel IV van Spanje (1748-1819)               | Karel IV van Spanje (1748-1819)            | Karel IV van Spanje (1748-1819)            |                                        |                                        | Maria Louisa van Parma (1751-1819)        | Maria Louisa van Parma (1751-1819)        | Maria Louisa van Parma (1751-1819)        | Maria Louisa van Parma (1751-1819)        | Maria Louisa van Parma (1751-1819)        | Maria Louisa van Parma (1751-1819)        |  |  |                      |                      |                      |                      |                      |                      |
|                                           |                                           |                                           |                                           |                                           |                                           |                                       |                                       |                                       |                                       |                                      |                                      |                                      |                                      |                                    |                                    |                                              |                                              |                                              |                                              |                                              |                                              |  |  |                                           |                                           |                                           |                                           |                                           |                                           |                                               |                                               |                                               |                                               |                                               |                                               |                                            |                                            |                                        |                                        |                                           |                                           |                                           |                                           |                                           |                                           |  |  |                      |                      |                      |                      |                      |                      |
|                                           |                                           |                                           |                                           |                                           |                                           |                                       |                                       |                                       |                                       |                                      |                                      |                                      |                                      |                                    |                                    |                                              |                                              |                                              |                                              |                                              |                                              |  |  |                                           |                                           |                                           |                                           |                                           |                                           |                                               |                                               |                                               |                                               |                                               |                                               |                                            |                                            |                                        |                                        |                                           |                                           |                                           |                                           |                                           |                                           |  |  |                      |                      |                      |                      |                      |                      |
|                                           |                                           |                                           |                                           | Ferdinand III van Toscane (1769-1824)     | Ferdinand III van Toscane (1769-1824)     | Ferdinand III van Toscane (1769-1824) | Ferdinand III van Toscane (1769-1824) | Ferdinand III van Toscane (1769-1824) | Ferdinand III van Toscane (1769-1824) |                                      |                                      |                                      |                                      |                                    |                                    | Louisa Maria van Bourbon-Sicilië (1773-1802) | Louisa Maria van Bourbon-Sicilië (1773-1802) | Louisa Maria van Bourbon-Sicilië (1773-1802) | Louisa Maria van Bourbon-Sicilië (1773-1802) | Louisa Maria van Bourbon-Sicilië (1773-1802) | Louisa Maria van Bourbon-Sicilië (1773-1802) |  |  | Frans I der Beide Siciliën (1777-1830)    | Frans I der Beide Siciliën (1777-1830)    | Frans I der Beide Siciliën (1777-1830)    | Frans I der Beide Siciliën (1777-1830)    | Frans I der Beide Siciliën (1777-1830)    | Frans I der Beide Siciliën (1777-1830)    |                                               |                                               |                                               |                                               |                                               |                                               | Maria Isabella van Bourbon (1789-1848)     | Maria Isabella van Bourbon (1789-1848)     | Maria Isabella van Bourbon (1789-1848) | Maria Isabella van Bourbon (1789-1848) | Maria Isabella van Bourbon (1789-1848)    | Maria Isabella van Bourbon (1789-1848)    |                                           |                                           |                                           |                                           |  |  |                      |                      |                      |                      |                      |                      |
|                                           |                                           |                                           |                                           | Ferdinand III van Toscane (1769-1824)     | Ferdinand III van Toscane (1769-1824)     | Ferdinand III van Toscane (1769-1824) | Ferdinand III van Toscane (1769-1824) | Ferdinand III van Toscane (1769-1824) | Ferdinand III van Toscane (1769-1824) |                                      |                                      |                                      |                                      |                                    |                                    | Louisa Maria van Bourbon-Sicilië (1773-1802) | Louisa Maria van Bourbon-Sicilië (1773-1802) | Louisa Maria van Bourbon-Sicilië (1773-1802) | Louisa Maria van Bourbon-Sicilië (1773-1802) | Louisa Maria van Bourbon-Sicilië (1773-1802) | Louisa Maria van Bourbon-Sicilië (1773-1802) |  |  | Frans I der Beide Siciliën (1777-1830)    | Frans I der Beide Siciliën (1777-1830)    | Frans I der Beide Siciliën (1777-1830)    | Frans I der Beide Siciliën (1777-1830)    | Frans I der Beide Siciliën (1777-1830)    | Frans I der Beide Siciliën (1777-1830)    |                                               |                                               |                                               |                                               |                                               |                                               | Maria Isabella van Bourbon (1789-1848)     | Maria Isabella van Bourbon (1789-1848)     | Maria Isabella van Bourbon (1789-1848) | Maria Isabella van Bourbon (1789-1848) | Maria Isabella van Bourbon (1789-1848)    | Maria Isabella van Bourbon (1789-1848)    |                                           |                                           |                                           |                                           |  |  |                      |                      |                      |                      |                      |                      |
|                                           |                                           |                                           |                                           |                                           |                                           |                                       |                                       |                                       |                                       | Leopold II van Toscane (1797-1870)   | Leopold II van Toscane (1797-1870)   | Leopold II van Toscane (1797-1870)   | Leopold II van Toscane (1797-1870)   | Leopold II van Toscane (1797-1870) | Leopold II van Toscane (1797-1870) |                                              |                                              |                                              |                                              |                                              |                                              |  |  |                                           |                                           |                                           |                                           |                                           |                                           | Maria Antonia van Bourbon-Sicilië (1814-1898) | Maria Antonia van Bourbon-Sicilië (1814-1898) | Maria Antonia van Bourbon-Sicilië (1814-1898) | Maria Antonia van Bourbon-Sicilië (1814-1898) | Maria Antonia van Bourbon-Sicilië (1814-1898) | Maria Antonia van Bourbon-Sicilië (1814-1898) |                                            |                                            |                                        |                                        |                                           |                                           |                                           |                                           |                                           |                                           |  |  |                      |                      |                      |                      |                      |                      |
|                                           |                                           |                                           |                                           |                                           |                                           |                                       |                                       |                                       |                                       | Leopold II van Toscane (1797-1870)   | Leopold II van Toscane (1797-1870)   | Leopold II van Toscane (1797-1870)   | Leopold II van Toscane (1797-1870)   | Leopold II van Toscane (1797-1870) | Leopold II van Toscane (1797-1870) |                                              |                                              |                                              |                                              |                                              |                                              |  |  |                                           |                                           |                                           |                                           |                                           |                                           | Maria Antonia van Bourbon-Sicilië (1814-1898) | Maria Antonia van Bourbon-Sicilië (1814-1898) | Maria Antonia van Bourbon-Sicilië (1814-1898) | Maria Antonia van Bourbon-Sicilië (1814-1898) | Maria Antonia van Bourbon-Sicilië (1814-1898) | Maria Antonia van Bourbon-Sicilië (1814-1898) |                                            |                                            |                                        |                                        |                                           |                                           |                                           |                                           |                                           |                                           |  |  |                      |                      |                      |                      |                      |                      |
|                                           |                                           |                                           |                                           |                                           |                                           |                                       |                                       |                                       |                                       |                                      |                                      |                                      |                                      |                                    |                                    |                                              |                                              |                                              |                                              |                                              |                                              |  |  |                                           |                                           |                                           |                                           |                                           |                                           |                                               |                                               |                                               |                                               |                                               |                                               |                                            |                                            |                                        |                                        |                                           |                                           |                                           |                                           |                                           |                                           |  |  |                      |                      |                      |                      |                      |                      |
|                                           |                                           |                                           |                                           |                                           |                                           |                                       |                                       |                                       |                                       |                                      |                                      |                                      |                                      |                                    |                                    |                                              |                                              |                                              |                                              |                                              |                                              |  |  |                                           |                                           |                                           |                                           |                                           |                                           |                                               |                                               |                                               |                                               |                                               |                                               |                                            |                                            |                                        |                                        |                                           |                                           |                                           |                                           |                                           |                                           |  |  |                      |                      |                      |                      |                      |                      |
| Marie Isabella van Oostenrijk (1834-1901) | Marie Isabella van Oostenrijk (1834-1901) | Marie Isabella van Oostenrijk (1834-1901) | Marie Isabella van Oostenrijk (1834-1901) | Marie Isabella van Oostenrijk (1834-1901) | Marie Isabella van Oostenrijk (1834-1901) |                                       |                                       | Ferdinand IV van Toscane (1835-1906)  | Ferdinand IV van Toscane (1835-1906)  | Ferdinand IV van Toscane (1835-1906) | Ferdinand IV van Toscane (1835-1906) | Ferdinand IV van Toscane (1835-1906) | Ferdinand IV van Toscane (1835-1906) |                                    |                                    | Karel Salvator van Oostenrijk (1839-1892)    | Karel Salvator van Oostenrijk (1839-1892)    | Karel Salvator van Oostenrijk (1839-1892)    | Karel Salvator van Oostenrijk (1839-1892)    | Karel Salvator van Oostenrijk (1839-1892)    | Karel Salvator van Oostenrijk (1839-1892)    |  |  | Maria Louisa van Oostenrijk (1845-1917)   | Maria Louisa van Oostenrijk (1845-1917)   | Maria Louisa van Oostenrijk (1845-1917)   | Maria Louisa van Oostenrijk (1845-1917)   | Maria Louisa van Oostenrijk (1845-1917)   | Maria Louisa van Oostenrijk (1845-1917)   |                                               |                                               | Luigi Salvatore van Oostenrijk (1847-1915)    | Luigi Salvatore van Oostenrijk (1847-1915)    | Luigi Salvatore van Oostenrijk (1847-1915)    | Luigi Salvatore van Oostenrijk (1847-1915)    | Luigi Salvatore van Oostenrijk (1847-1915) | Luigi Salvatore van Oostenrijk (1847-1915) |                                        |                                        | Johan Salvator van Oostenrijk (1852-1890) | Johan Salvator van Oostenrijk (1852-1890) | Johan Salvator van Oostenrijk (1852-1890) | Johan Salvator van Oostenrijk (1852-1890) | Johan Salvator van Oostenrijk (1852-1890) | Johan Salvator van Oostenrijk (1852-1890) |  |  | 3 zusters en 1 broer | 3 zusters en 1 broer | 3 zusters en 1 broer | 3 zusters en 1 broer | 3 zusters en 1 broer | 3 zusters en 1 broer |